# Tiffany Evans (album)
Tiffany Evans è l'album di debutto di Tiffany Evans, pubblicato il 22 aprile 2008 sotto la casa discografica "Columbia Records". Contiene i singoli "Promise Ring" e "I'm Grown", rispettivamente in collaborazione con Ciara e Bow Wow. Ha raggiunto la posizione n.134 nella Billboard 200 e la n.20 nella Top R&B/Hip-Hop Albums.

## Tracce
Di seguito, sono riportate le tracce dell'album:
| #  | Titolo                  | Compositore/i | Produttore/i                                      | Featuring | Durata |
| -- | ----------------------- | --- | ------------------------------------------------- | --------- | ------ |
| 1  | "Promise Ring"          | Ezekiel Lewis, jQue, Balewa Muhhammad, Candice Nelson, Brian Reid e Mr. Collipark                                              | Mr. Collipark, The Clutch, e Brian "B-Nasty" Reid | Ciara     | 4:27   |
| 2  | "I'm Grown"             | Crystal "CriStyle" Johnson, Rodney Jerkins, Dernst Mile, LaShawn Daniels, Rico Love, Shad Moss e Rahman Lang                   | Rodney Jerkins & D'Mile                           | Bow Wow   | 3:59   |
| 3  | "Impossible"            | Ne-Yo and Shae Taylor | Shea Taylor and Ne-Yo (Co-Produced)               |           | 3:46   |
| 4  | "Thinkin' About"        | Soulshock & Karlin, Alex Cantrall, Patrick "J. Que" Smith e Jimi James                                                         | Soulshock & Karlin                                |           | 4:08   |
| 5  | "Can't Walk Away"       | Beau Dozier e Samantha Jade | Beau Dozier                                       |           | 3:51   |
| 6  | "Lay Back & Chill"      | Chauncey Hollis, Jesse Woodard, Brandon Carrier, Jasper Cameron, Corey Williams, Lamar Edwards, Deniece Williams e Thomas Bell | Hit Boy, B. Carr e Chase N. Cashe                 |           | 3:31   |
| 7  | "Girl Gone Wild"        | Brian Kidd, Ezekiel Lewis, Candice Nelson, Balewa Muhammad e jQue                                                              | Brian Kidd and The Clutch                         |           | 4:15   |
| 8  | "About a Boy"           | Eric Hudson, Ezekiel Lewis, Candice Nelson, Balewa Muhammad e jQue                                                             | Eric Hudson                                       |           | 3:11   |
| 9  | "Favorite Broken Heart" | Beau Dozier, Julian Bunetta e Chris Kelly                                                                                      | Beau Dozier, Julian Bunetta e Chris Kelly         |           | 3:51   |
| 10 | "Again"                 | RedOne, Omerit Hield, Tori London e Marvin Prosper                                                                             | RedOne                                            |           | 4:38   |
| 11 | "Angels on Earth"       | Billy Mann, Christopher Rojas                                                                                                  | Billy Mann                                        |           | 4:08   |

### Tracce escluse dall'album
- Blowing Me Up
- Flying Without Wings (Westlife cover)
- Mr. New Guy
- My Angel
- This One's For You
- Watch This (re-recorded by Alicia Jefferson)
- What You Talking

## Classifiche
| Classifica (2008)      | Posizione massima |
| ---------------------- | ----------------- |
| Top Heatseekers        | 4                 |
| Billboard 200          | 134               |
| Top R&B/Hip Hop albums | 20                |